# Viburnum (Missouri)
Viburnum és una població dels Estats Units a l'estat de Missouri. Segons el cens del 2000 tenia 825 habitants.

## Demografia
Segons el cens del 2000, Viburnum tenia 825 habitants, 302 habitatges, i 224 famílies. La densitat de població era de 185,2 habitants per km².
Dels 302 habitatges en un 36,8% hi vivien nens de menys de 18 anys, en un 62,9% hi vivien parelles casades, en un 9,3% dones solteres, i en un 25,5% no eren unitats familiars. En el 22,2% dels habitatges hi vivien persones soles el 8,3% de les quals corresponia a persones de 65 anys o més que vivien soles. El nombre mitjà de persones vivint en cada habitatge era de 2,6 i el nombre mitjà de persones que vivien en cada família era de 3,03.
Per edats la població es repartia de la següent manera: un 28,7% tenia menys de 18 anys, un 6,7% entre 18 i 24, un 25,2% entre 25 i 44, un 21,9% de 45 a 60 i un 17,5% 65 anys o més.
L'edat mediana era de 37 anys. Per cada 100 dones de 18 o més anys hi havia 82,6 homes.
La renda mediana per habitatge era de 34.107 $ i la renda mediana per família de 38.750 $. Els homes tenien una renda mediana de 40.909 $ mentre que les dones 18.250 $. La renda per capita de la població era de 15.085 $. Entorn de l'11,3% de les famílies i el 13,6% de la població estaven per davall del llindar de pobresa.

## Poblacions més properes
El següent diagrama mostra les poblacions més properes.